# سون هوآیون
سون هوآیون (انگلیسی: Son Hwa-yeon؛ زادهٔ ۱۵ مارس ۱۹۹۷) بازیکن فوتبال اهل کره جنوبی است.

وی همچنین در تیم‌های ملی فوتبال South Korea women's national under-17 football team, South Korea women's national under-20 football team، و زنان کره جنوبی بازی کرده‌است.